# Роттенаккер
Роттенаккер (нем. Rottenacker) — община в Германии, в земле Баден-Вюртемберг. 
Подчиняется административному округу Тюбинген. Входит в состав района Альб-Дунай.  Население составляет 2130 человек (на 31 декабря 2010 года). Занимает площадь 10,29 км².